# LIFE 〜the third movement〜
『LIFE〜the third movement〜』（ライフ ザ サード ムーブメント）はJanne Da Arcのギタリスト、youがバンド結成10周年記念のソロ活動としてソロアルバム3部作の第三弾としてリリースのインストゥルメンタルアルバム。2008年10月29日発売。

## 内容
完全限定生産盤には、『truth of life』のPVとオフショットを収録したDVDが付属、通常盤には永続特典として、24Pフォトブックレット封入。
完全限定生産盤と通常盤ではジャケットが異なる。
11分の大曲やシンフォニックな楽曲など、プログレッシブな内容になっている。
ヴォーカルにHachiya Koto、ドラムにshuji、キーボードにkiyoが参加している。

## 収録曲

### CD
1. the other side
2. feel
3. truth of life 〜featuring vocal Hachiya Koto〜
4. relation
5. action
6. keep your chance 〜featuring vocal Hachiya Koto〜
7. word
8. pleasure
9. come and go 〜featuring vocal Hachiya Koto〜

### DVD
1. truth of life【music clip】
2. OFF SHOT【LIFE〜the third movement〜】